# قلمرو ناگائوکا
قلمرو ناگائوکا (به ژاپنی: 長岡藩, Nagaoka-han)، یک حوزه فئودالی دایمیوهای فودای یا هان (ژاپن) تحت حکومت شوگون‌سالاری توکوگاوا دوره ادو ژاپن بود. در ولایت اچیگو، هونشو واقع شده است.